# Yamaç Telli
Yamaç Telli (* 9. Februar 1988 in Istanbul) ist ein türkischer Schauspieler, Pianist und Sänger.

## Leben und Karriere
Yamaç Telli wurde am 9. Februar 1988 in Istanbul geboren. Er studierte an der Hacettepe-Universität. Zudem gewann Telli 2001 beim Internationalen Jugendfestival in Chișinău den zweiten Platz und wurde 2007 als Jurymitglied zu diesem Wettbewerb eingeladen. 2003 gründete er die Musikgruppe 51 Promil. Sein Debüt gab er 2010 in der Fernsehserie Behzat Ç. Bir Ankara Polisiyesi. Danach trat er 2011 in Yıllar Sonra auf. Anschließend wurde Telli 2013 für die Serie Makina Kafa gecastet. Im selben Jahr bekam er in der Serie Bir Aşk Hikayesi die Hauptrolle. Unter anderem war er 2014 in der Serie Diğer Yarım zu sehen.

## Filmografie
Serien
- 2010: Behzat Ç. Bir Ankara Polisiyesi
- 2011: Yıllar Sonra
- 2013: Makina Kafa
- 2013: Bir Aşk Hikayesi
- 2014: Diğer Yarım